# أبو راشد (كفر سعد)
أبو راشد هي إحدى قرى مركز كفر سعد التابع لمحافظة دمياط بجمهورية مصر العربية.